# Gvantsa Buniatishvili
Gvantsa Buniatishvili (en Géorgien: გვანცა ბუნიათიშვილი; née le 7 mai 1986 à Tbilissi en Géorgie) est une pianiste et concertiste géorgienne. 

## Biographie
Gvantsa Buniatishvili est la fille d’une informaticienne et d’un ingénieur électricien. Elle est la sœur aînée de Khatia Buniatishvili. À l'initiative de leur mère, pianiste amatrice, les deux sœurs découvrent le piano dès leur plus jeune âge à Tbilissi. Gvantsa Buniatishvili est diplômée du Conservatoire de musique d'État de Tbilissi, dans la classe de Tengiz Amiredjibi et est polyglotte.
Dès sa jeunesse, Gvantsa Buniatishvili prend l'habitude de se produire en public, aussi bien en récital et en duo à quatre mains avec sa sœur Khatia qu’avec orchestre, y compris à l’étranger. 
Avec sa sœur Khatia, elle participe au concert organisé en 2001 par la fondation SOS Talents à Paris puis au Théâtre des Champs-Élysées dans le cadre d'une soirée présentée par Stéphane Bern. 
Le 13 janvier 2017, elle revient jouer avec l'orchestre de Cannes, le Concerto pour piano no 10 de Mozart, accompagnée de sa sœur Khatia avec qui elle joue depuis l’âge de 9 ans. 
En juillet 2019, elle a été invitée en compagnie de sa soeur Khatia à l'émission Le Grand Échiquier d'Anne-Sophie Lapix sur France 2,.
Elle s’est produite dans de nombreuses salles européennes prestigieuses en France, Allemagne, Autriche, Suisse, Tchéquie, Italie, etc. Elle est également invitée par de nombreux festivals européens.
Gvantsa Buniatishvili a enregistré un certain nombre d'albums en duo à quatre mains avec sa sœur. Installée en France, elle aide notamment sa sœur cadette à gérer sa carrière et est sa confidente de toujours.